# Living On Video (singel Pakito)
"Living On Video" - pierwszy singel Pakito, jako cover utworu Living on Video grupy Trans-X.

## Pozycje na listach
| Rok  | Piosenka          | Francja Dance Chart | Hiszpania Dance Chart | Holandia Top 40 | Belgia Ultratop 50 | Szwecja Dance Chart | Finlandia Dance Chart | Album |
| ---- | ----------------- | ------------------- | --------------------- | --------------- | ------------------ | ------------------- | --------------------- | ----- |
| 2006 | "Living On Video" | 1                   | 1                     | 7               | 12                 | 14                  | 9                     | Video |